# Мещеряков, Борис Гурьевич
Бори́с Гу́рьевич Мещеряко́в (27 августа 1953, Москва, СССР — 24 июля 2021, Москва,Россия) — советский и российский психолог, доктор психологических наук (2001 год), ведущий научный сотрудник первой в мире международной кафедры культурно-исторической психологии в Московском городском психолого-педагогическом университете.

## Биография
Окончил Московский государственный университет им. М. В. Ломоносова (1975). В университете «Дубна» с 1998 года читал курсы лекций: «Антропология», «Общая психология», «Зоопсихология», «Психофизиология», «Культурно-историческая и кросскультурная психология», «Методология эмпирических исследований»; руководит магистерской программой «Общая психология и история психологии». Имел более 100 научных публикаций. С самого основания являлся заместителем главного редактора Международного научного журнала «Культурно-историческая психология»; главный редактор «Психологического журнала университета „Дубна“», член редколлегии американского журнала Journal of Russian and East European Psychology. Работал экспертом РФФИ.
Область научных интересов Б. Г. Мещерякова: общая психология, методология эмпирических исследований; культурно-историческая и кросс-культурная психология; детский анимизм, национальный характер, восприятие и оценка лиц, восприятие времени, теория психического развития.
Ряд статей учёного посвящён творчеству акад. РАО В. П. Зинченко.